# Eve (cantor japonês)
Eve (também estilizado como E ve) é um cantor e compositor japonês de Vocaloid. Antigamente conhecido como Keitora (em japonês:け い と ら) e originalmente como Kurowa (em japonês: ク ロ わ), Eve começou sua carreira profissional publicando covers de canções em Vocaloid no YouTube.

## Carreira
Eve começou sua carreira em 2009, na plataforma de armazenamento de vídeo Niconico e, posteriormente, no YouTube. Em 2015 lançou seu álbum de estreia independente, Round Robin, e continuou lançando um álbum por ano até 2017, quando assinou com a gravadora Toy's Factory. Em 2018, anunciou o lançamento de seu primeiro álbum de estúdio com a gravadora, que estreou em fevereiro do ano seguinte, sob o título de Otogi (おとぎ), o álbum alcançou a sexta posição da principal parada musical japonesa, a Oricon Albums Chart.

## Discografia
Eve já lançou 5 álbuns de estúdio, 2 EP, 13 singles e 27 videoclipes desde 2014.

### Álbuns

#### Álbuns de estúdio
| Álbum                                                   | Álbum             | Lançamento              | JAP |
| Título                                                  | Título em japonês | Lançamento              | JAP |
| ------------------------------------------------------- | ----------------- | ----------------------- | --- |
| Round Robin                                             | Round Robin       | 16 de agosto de 2015    | —   |
| OFFICIAL NUMBER                                         | OFFICIAL NUMBER   | 19 de outubro de 2016   | 35  |
| Bunka                                                   | 文化              | 13 de dezembro de 2017  | 14  |
| Otogi                                                   | おとぎ            | 6 de fevereiro de 2019  | 6   |
| Smile                                                   | Smile             | 12 de fevereiro de 2020 | 2   |
| "—" indica que a gravação não foi incluída nas paradas. |                   |                         |     |

#### Extended plays
| EP                                                      | EP                    | Lançamento             | JAP |
| Título                                                  | Título em japonês     | Lançamento             | JAP |
| ------------------------------------------------------- | --------------------- | ---------------------- | --- |
| Wonder Word                                             | Wonder Word           | 16 de agosto de 2014   | —   |
| Kaikai Kitan/Aono Waltz                                 | 廻廻奇譚 / 蒼のワルツ | 23 de dezembro de 2020 | 3   |
| "—" indica que a gravação não foi incluída nas paradas. |                       |                        |     |

### Singles
| Single                     | Single                     | Ano de Lançamento | Álbum                     |
| Título                     | Título em japonês          | Ano de Lançamento | Álbum                     |
| -------------------------- | -------------------------- | ----------------- | ------------------------- |
| Literary Nonsence          | ナンセンス文学             | 2017              | Bunka                     |
| The Secret About That Girl | あの娘シークレット         | 2017              | Bunka                     |
| Major (Toy's Factory)      |                            |                   |                           |
| We're Still Underground    | 僕らまだアンダーグラウンド | 2018              | Otogi                     |
| Dark night                 | 闇夜                       | 2019              | Smile                     |
| Raison d’être              | レーゾンデートル           | 2019              | Smile                     |
| Snow                       | 白銀                       | 2019              | Smile                     |
| Heart Forecast             | 心予報                     | 2020              | Smile                     |
| Kaikai Kitan               | 廻廻奇譚                   | 2020              | Kaikai Kitan/Aono Waltz   |
| Promise                    | 約束                       | 2020              | Kaikai Kitan/Aono Waltz   |
| Shinkai                    | 心海                       | 2020              | Kaikai Kitan/Aono Waltz   |
| Ao no Waltz                | 蒼のワルツ                 | 2020              | Kaikai Kitan/Aono Waltz   |
| Heikousen                  | 平行線                     | 2021              | Adicionado à nenhum álbum |
| Faint at Night             | 夜は仄か                   | 2021              | Adicionado à nenhum álbum |